# Wanquan, Fujian
Wanquan (kinesiska: 万全) är en socken i sydöstra Kina. Den ligger i Jiangle härad i staden Sanming i provinsen Fujian, omkring 220 kilometer väster om provinshuvudstaden Fuzhou. Antalet invånare är 5 025. Befolkningen består av 2 400 kvinnor och 2 625 män. Barn under 15 år utgör 17,0 %, vuxna 15-64 år 70 %, och äldre över 65 år 11,0 %.